# Бутл
Бутл (англ. Bootle [ˈbuːtl]) — город в Великобритании, в конурбации Мерсисайд, на северо-западном побережье Англии. Население — 77 640 человека.

## География
Бутл является фактическим пригородом Ливерпуля, располагаясь всего в четырёх милях от центра города.

## История
Название Бутла, скорее всего, происходит от др.-англ. botl ('здание'), хотя сегодня уже непонятно, какое именно здание имелось в виду. Первое упоминание о городе можно встретить в Книге страшного суда в записи от 1086 года.